# 利尼伐尼
利尼伐尼（英語：Linifanib，研发代号：ABT-869）是一种结构新颖、强效的受體酪氨酸激酶（RTK）、血管内皮生长因子（VEGF）和血小板衍生生長因子（PDGF）抑制剂，对人内皮细胞、血小板衍生生长因子受体β（PDGFR-β）、激酶插入域受体（KDR）和集落刺激因子1受体（CSF-1R）的IC50分别为0.2，2，4和7nM。它对不相关的RTK、可溶性酪氨酸激酶或丝氨酸/苏氨酸激酶的活性较低（IC50>1μM）。口服的利尼伐尼在机制导向的VEGF诱发的子宫水肿（ED-50=0.5mg/kg）和角膜血管新生（>50%抑制，15 mg/kg）的体内实验小鼠模型中显示有效。
该物质已被用作化学品混合液的一部分，以将衰老的人类细胞变回年轻细胞（以转录组年龄衡量），而不将它们完全变成未分化的诱导性多能干细胞。